# Георгій Сланічану
Георгій Сланічану (рум. Gheorghe Slăniceanu; *23 квітня 1835, Бухарест — †28 грудня 1885, Сан-Ремо, Італія) — румунський офіцер, генерал, двічі міністр оборони і тричі начальник генерального штабу військ Румунії.

## Кар'єра
Сланічану народився 23 квітня 1835 в Бухаресті. У 1854 закінчив військове училище в Бухаресті. Поступово піднявся по кар'єрних сходах, і великий вплив отримав в командуванні Збройними Силами Румунії. Реформував генеральний штаб і організацію командування армією.
У 1877 разом з королем Румунії Каролем I і Йоном Братіану брав участь в переговорах про участь Румунії в російсько-турецькій війні (1877—1878) з імператором Олександром II і князем Миколою Миколайовичем (командувачем російської армією на Балканському фронті). Як міністр оборони і начальник штабу армії під час румунської війни за незалежність, разом з генералом Александру Чернатом командував походом на південь під час румунських військових дій в Болгарії. Керував (з Чернатом) створенням «Плану мобілізації, концентрації та стратегічних дій на півдні країни» (рум. Planul de mobilizare, concentrare şi acoperire strategică a frontierei de sud a ţării).
Після війни займав ряд посад в румунській армії. Він вивчав бойові мистецтва різних народів і робив спроби синтезувати їх в організації румунської армії. Помер 12 січня 1885 в Сан-Ремо, Італія.